# Non Stop
Non Stop – miesięcznik muzyczny wydawany w latach 1972–1990 w Warszawie, przez długi czas jako dodatek do „Tygodnika Demokratycznego”. Uznawany za najbardziej wpływowe polskie pismo muzyczne lat 80..

## Historia
Założycielem i pierwszym, długoletnim redaktorem naczelnym pisma był Andrzej Tylczyński, autor tekstów piosenek. „Non Stop” był drugim w PRL (po „Jazzie”) czasopismem poświęconym muzyce rozrywkowej.
W latach 70. „NS” poświęcony był głównie muzyce pop, charakteryzował się też dużą liczbą felietonów i sztywnym językiem. Pismo poświęcało swoje łamy analizie twórczości artystów rockowych ówczesnego świata zachodniego takich, jak The Beatles, Pink Floyd, Led Zeppelin, Deep Purple, ale także wykonawcom polskim. W magazynie można było znaleźć czarno-białe zdjęcia idoli muzycznych, słuchanych wtedy w Polsce głównie poprzez rozgłośnie zachodnie i również w Programie III Polskiego Radia.
Największe znaczenie pismo miało od 1983, gdy redaktorem naczelnym został Wojciech Mann, a razem z Janem Chojnackim i Romanem Rogowieckim zmienili jego profil na zdecydowanie rockowy.  Szata graficzna oraz papier, na którym pismo było drukowane, odznaczały się niską jakością, mimo to miesięcznik zyskał duże uznanie, zwłaszcza wśród młodych ludzi. W piśmie, którego nakłady niejednokrotnie sięgały 100 tys. egzemplarzy, publikowali m.in.: Roman Waschko, Piotr Kaczkowski, Jerzy Bojanowicz, Dariusz Michalski, Marek Gaszyński, Wojciech Soporek, Grzegorz Brzozowicz, Jan Skaradziński, Jakub Wojewódzki, Wojciech Staszewski, Filip Łobodziński.
W latach 80. rozluźnieniu uległ też język pisma, które wywierało duży wpływ na krajową scenę muzyczną. W 1986 roku pismo przygotowało koncert Rock Opole. Pod koniec lat 80. w telewizji ukazywał się program muzyczny Wojciecha Manna, Non Stop Kolor, nie miał on jednak związku z pismem. Redakcja „NS” organizowała także dla czytelników, a potem i dla dziennikarzy, coroczny plebiscyt na najpopularniejszych wykonawców, twórców, utwory i płyty, który cieszył się dużą popularnością.
W 1988 Non Stop przeszedł metamorfozę – wydawca wprowadził kolorową szatę graficzną, a także zmienił profil - poza tematyką muzyczną zaczęła się pojawiać ogólnokulturalna, a nawet polityczna, co nie znalazło akceptacji czytelników. Przez ostatnie dwa lata (1988–1989) redaktorem naczelnym był znany muzyk Zbigniew Hołdys. Wraz z nim „NS” redagowali: Wojciech Soporek, Filip Łobodziński, Mirosław Makowski (grafik i dziennikarz) oraz Krzysztof Wacławiak.
Pod koniec 1989 Soporek, Łobodziński i Wacławiak (oraz większość zespołu) odeszli z „NS” i założyli nowy miesięcznik muzyczny – „Rock’n’Roll”. Ostatnie sześć numerów „NS” wydane zostało pod kierunkiem Sławomira Gołaszewskiego, z którym współpracowali m.in. Kain May (grafik), Adam Grzegorczyk, Tomasz Ryłko, Włodzimierz Kleszcz i Korneliusz Pacuda. Odznaczały się według Jana Skaradzińskiego przypadkową zawartością i nieprzejrzystą szatą graficzną.

## Redaktorzy naczelni
- 1972–1981: Andrzej Tylczyński
- 1981–1982: Stefan Drabarek (p.o.)
- 1983–1987: Wojciech Mann
- 1988–1989: Zbigniew Hołdys